# Lijst van bisschoppen van Middelburg
Onderstaand volgt een lijst van bisschoppen van het bisdom Middelburg, een voormalig Nederlands rooms-katholiek bisdom.
| Bisschop van Middelburg | Bisschop van Middelburg | Bisschop van Middelburg                                                              |
| ----------------------- | ----------------------- | ------------------------------------------------------------------------------------ |
| 1561 - 1573             | Nicolaas van der Borcht |                                                                                      |
| 1576 - 1594             | Johan van Strijen       | Werd in 1581 in Namen gewijd; heeft zijn zetel niet in bezit genomen.                |
| 1600 - 1603             | Karel Filips de Rodoan  | Heeft zijn zetel niet in bezit genomen; werd in 1603 benoemd tot bisschop van Brugge |